# Orlistate
O orlistate, orlistatina, orlistato ou orlistat (Xenical), é um fármaco utilizado no tratamento da obesidade. Produzido pelo Streptomyces toxytricini tem a propriedade de impedir a atuação das lipases do tubo intestinal e assim diminui a absorção de gorduras. Orlistate não é considerado um supressor da fome pois atua de modo diferente,  atingindo as enzimas pancreáticas e gástricas responsáveis pela digestão da gordura. Deste modo, os lipídeos necessitam sair pelo ânus, arrastando consigo uma série de vitaminas e causando flatulência, desconforto, fezes oleosas e forte odor desagradável.
É utilizado no combate ao peso, juntamente com diéta hipocalórica, pois impede a absorção de até 30% de toda gordura ingerida pelo organismo, não produz efeitos como outros produtos que auxiliam na perda de peso, como dependência química e danos cerebrais. Somente indicado para obesos com IMC igual ou superior  a 30 kg/m² e para aqueles com IMC menor ou igual a 28 kg/m² com algum risco associado.
Dois estudos realizados com placebo que duraram 2 anos, mostrou que uma dose de 120 mg três vezes ao dia associado a dieta hipocalórica promoveu perda de peso de 8,7 e 10,2% em comparação com 5,8 e 6,1% nos paciente que recebiam placebo e faziam dieta. Os estudos envolveram mais de 1500 pessoas. Após um ano de tratamento, cerca de 57% dos pacientes a tomar Xenical perderam 5% do peso corporal total, contra 31% dos pacientes a quem foi administrado o placebo.

## Indicações
- Obesidade com outras medidas (dieta, exercício)
- Preparação para cirurgia em casos de obesidade mórbida.

## Mecanismo de acção
Inibe a enzima lipase libertada pelo pâncreas (lipase pancreática). Esta enzima é responsável pela degradação da gordura ingerida no intestino. Sem a sua acção a gordura é evacuada com as fezes. O seu uso por bactérias da flora normal intestinal leva à produção de metano e outros gases, que provocam dores e flatulência.

## Efeitos úteis

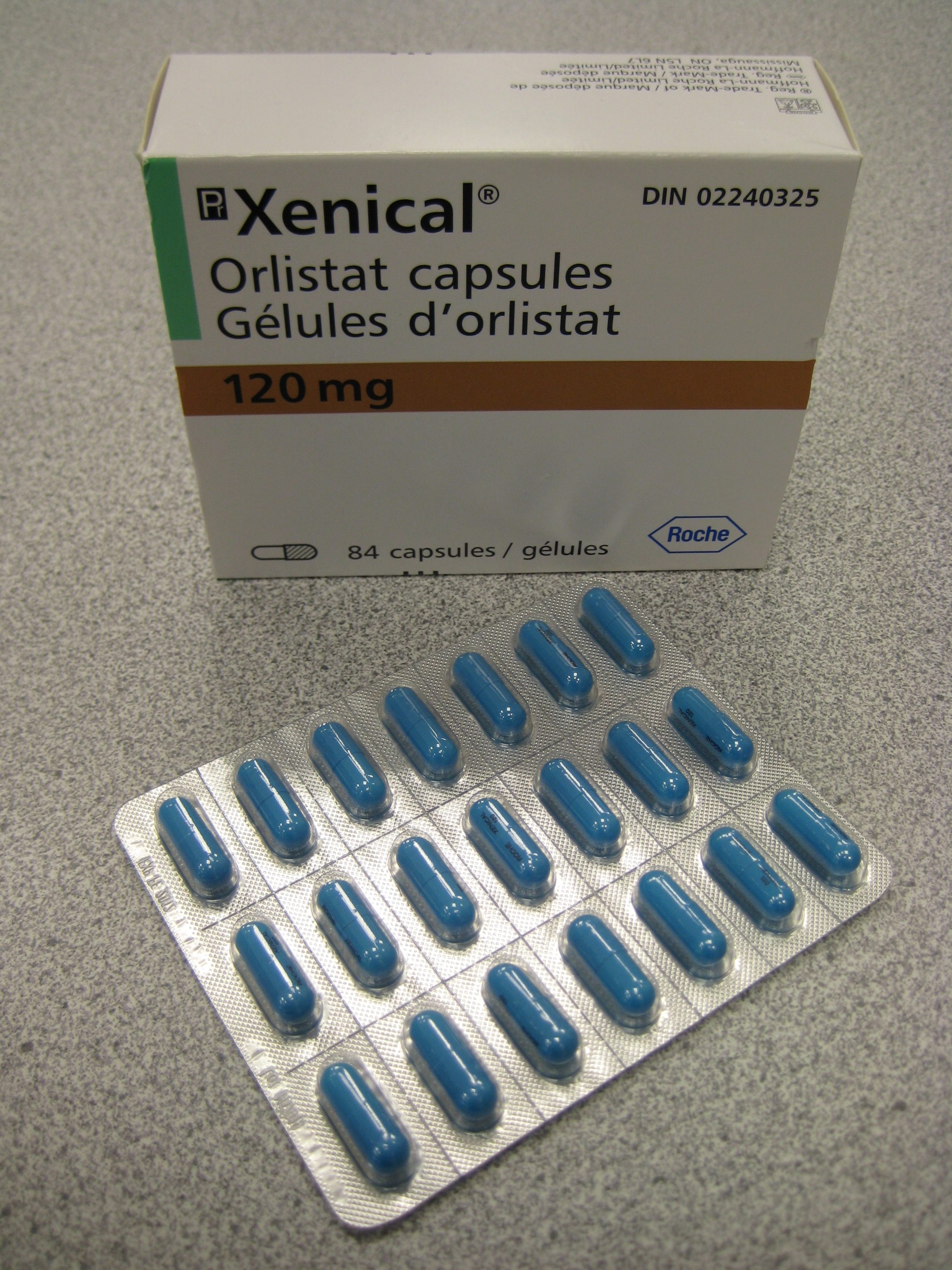
Xenical

- Reduz a quantidade de gordura absorvida no intestino. Perda de peso até 10% em 6 meses.
- Ajuda a Emagrecer Rápido
- Não é viciante
- Redução nas taxas de açúcar no sangue
- Diminui o LDL, também chamado de colesterol ruim
- Controla a Hipertensão

## Efeitos adversos
Comuns:
- Problemas gastrointestinais (91% dos casos)[5]
- Problemas renais[6]
- Diarreia ou Incontinência fecal.
- Esteatorreia (tipo de diarreia gordurosa que fica colada à cerâmica da sanita)
- Dor abdominal
- Flatulência
- Redução dos níveis das vitaminas lipossoluveis (A, D, E e K).
- Cefaleia

Também pode causar problemas no fígado.

## Interações medicamentosas
- Ciclosporinas[3]
- Acarbose[3]
- Anticoagulantes orais[3]
- Vitaminas lipossolúveis[3]
- Amiodarona[3]

## Hábitos saudáveis
Embora existam muitos remédios que auxiliam no tratamento da obesidade somente hábitos saudáveis como a prática regular de exercícios físicos e uma alimentação balanceada podem ajudar na mudança efetiva da sua vida.